# Bruce Chen
Bruce Kastulo Chen (Panama, 19 giugno 1977) è un ex giocatore di baseball panamense naturalizzato cinese.

## Biografia
Bruce Chen è nato a Panama, capitale dell'omonimo stato, da José e Luisa Chen, entrambi di origine cinese. Suo nonno paterno, Kuen Chin Chan Lee, assieme ai suoi fratelli emigrò a Panama all'età di nove anni a causa della Guerra civile cinese. La nonna materna di Bruce, Kuen Yin Liu de Laffo, è nata a Panama, ma la sua famiglia ritornò in cina dopo che un incendio distrusse la loro casa. Dopo anni di duro lavoro, ritornò a Panama all'età di 24. 
In un articolo del Washington Post del 2006, Chen affermò di essere intenzionato a visitare la cina per meglio capire le sue radici.

## Carriera

### Minor League (MiLB)
Chen firmò nel 1993 con gli Atlanta Braves. Debuttò in Minor League l'anno seguente in classe Rookie, dove rimase fino alla stagione 1995. Nel 1996 venne promosso in classe A-breve e nel 1997 in classe A. Giocò per gran parte della stagione 1998 tra la Doppia-A e Tripla-A. 

### Major League (MLB)
Chen debuttò nella MLB il 7 settembre 1998, allo Shea Stadium di New York City contro i New York Mets; come lanciatore partente giocò per tre inning concedendo quattro punti e sei valide. Il 12 settembre ottenne la sua prima vittoria, giocando per sette inning contro i Florida Marlins.
Il 12 luglio 2000, i Braves scambiarono Chen, assieme a Jimmy Osting, con i Philadelphia Phillies, in cambio di Andy Ashby.
Il 27 luglio 2001, i Phillies scambiarono Chen e Adam Walker con i New York Mets, per Dennis Cook and Turk Wendell.
Il 5 aprile 2002, i Mets scambiarono Chen, Luis Figueroa, Dicky Gonzalez più un giocatore da nominare in seguito con i Montreal Expos, in cambio di Phil Seibel, Scott Strickland e Matt Watson. Lo scambio venne concluso il 16 luglio con l'invio di Saul Rivera a Montreal. Venne scambiato dagli Expos nel corso della stagione, il 14 giugno, con i Cincinnati Reds.
Chen venne svincolato dai Reds il 10 marzo 2003. Il 14 marzo, firmò con gli Houston Astros. Il 7 maggio venne prelevato tra i waivers dai Boston Red Sox e a fine stagione divenne free agent. 
Il 26 novembre firmò con i Toronto Blue Jays che lo scambiarono il 1º maggio 2004 con i Baltimore Orioles. Con gli Orioles rimase per quasi un anno e mezzo, fino al termine della stagione 2006.

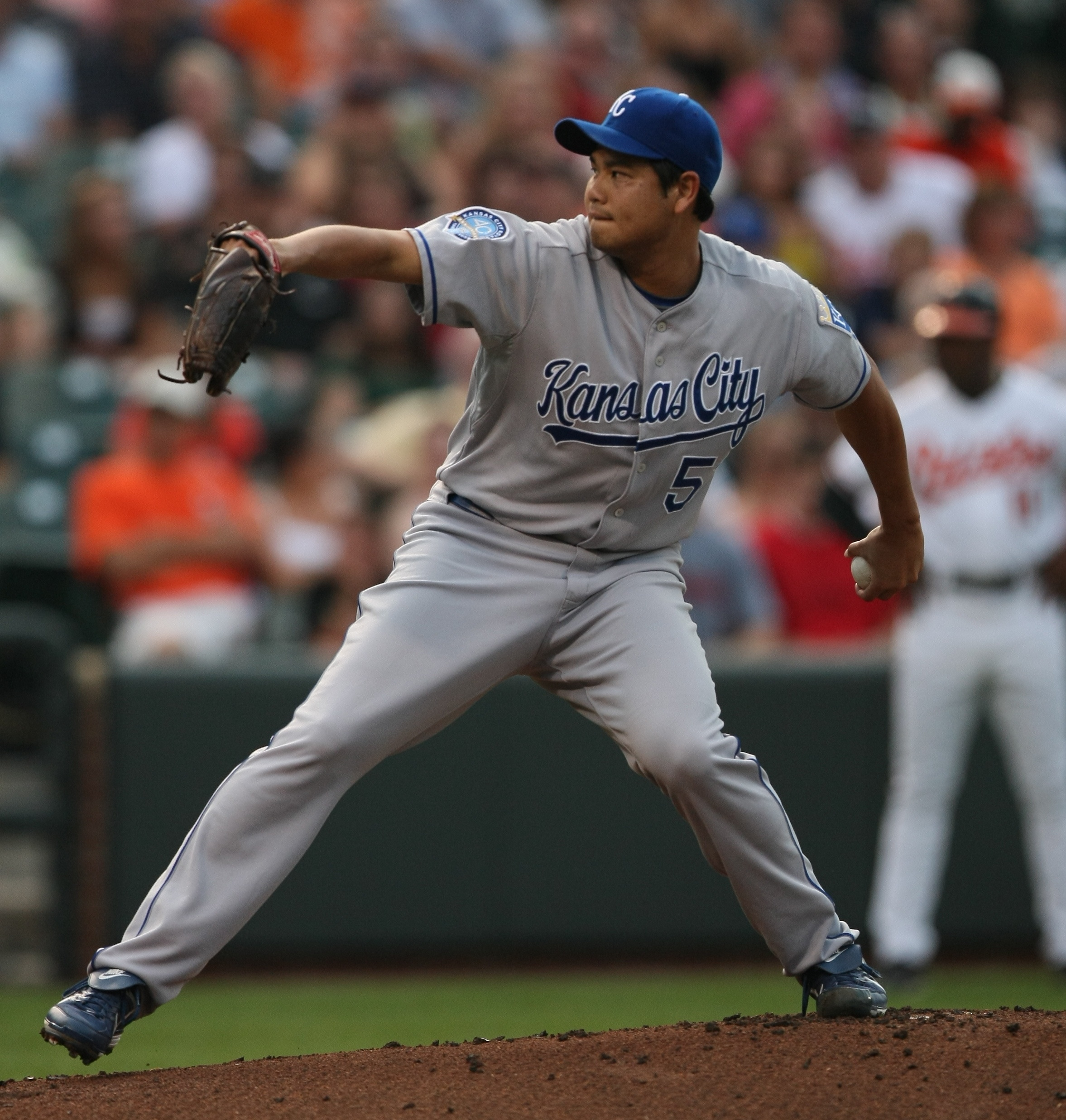
Chen con i Royals nel 2009

Il 1º aprile 2007 Chen firmò con i Texas Rangers, squadra con cui rimase fino al termine della stagione.
Nel 2008 giocò nella Puerto Rican Winter League, il campionato portoricano invernale, con gli Indios de Mayaguez.
Il 1º marzo 2009, Chen tornò nella Major League firmando con i Kansas City Royals. Nel 2012 segnò il record stagionale (condiviso con altri tre giocatori) come lanciatore partente con più partite iniziate, con quota 34. Il 5 settembre 2014 venne svincolato.
Il 17 febbraio 2015, Chen firmò con i Cleveland Indians e il 18 maggio, annunciò il ritiro dal baseball professionistico. Tuttavia nel 2017 tornò in campo per competere con la nazionale cinese nel World Baseball Classic, annunciando nuovamente il ritiro l'anno stesso.

## Nazionale
Chen venne convocato dalla nazionale panamense per il World Baseball Classic del 2006 e del 2009 e dalla nazionale cinese per il World Baseball Classic 2017.